# Jugulator
Jugulator je trinaesti studijski album britanskog heavy metal sastava Judas Priest. Album je 28. listopada 1997. godine objavila diskografska kuća Steamhammer. Ovo je bio prvi studijski album grupe od albuma Painkiller iz 1990. godine te prvi od dva studijska albuma koje je sastav snimio s pjevačem Timom "Ripperom" Owensom.

## O albumu
Tekstovi pjesama na albumu govore o grubljim temama nego prethodna glazbena izdanja sastava; među njima se izdvajaju priče o eponimnom mehaničkom demonu koji trga svoj plijen te o smaku svijeta u skladbi "Cathedral Spires". Gitare su također bile prebačene u duboke C# i C štimunge, prelazeći tako iz speed metala i tradicionalnih heavy metal elemenata s albuma Painkiller u zvuk sličniji thrash i groove metalu.
Cijeli album opisuje završetak svijeta, od dolaska Jugulatora ("Jugulator") do njegova samoga kraja ("Cathedral Spires"). Skladbe poput "Dead Meat", "Decapitate" i "Burn in Hell" govore o zločinima ljudi, koji na koncu postanu toliko česti da unište svijet. 
"Brain Dead" napisana je iz perspektive čovjeka koji je nakon tragedije izgubio sposobnost govora i kretanja te je zbog toga zatočen u svojemu umu, tijekom čega mu je tijelo priključeno na strojeve za održavanje života. Fusnota u knjižici albuma za ovu skladbu napominje: "Svi izražavamo sućut onima koji se moraju brinuti o i žalovati žrtve tragedije, ali što je sa samom žrtvom – koja je zatočena u svojemu tijelu kao u lijesu – onemogućena u pokretanju mišića i treptanju, ali svjesna pravog pakla koji proživljava i kojem ne može nazreti kraj – čovjekom koji više nije niti sjena prošlog sebe – čovjekom koji želi biti zapamćen po onome što je bio, a ne zaboravljen zbog onog što je postao".
Za pjesmu "Burn in Hell" bio je snimljen i glazbeni spot, no u konačnoj je inačici spota bilo uklonjeno više od dvije minute skladbe. "Jugulator" i "Blood Stained" bile su uključene u box set sastava pod nazivom Metalogy.
Godine 1998., skladba "Bullet Train" bila je nominirana za Grammy za najbolju metal izvedbu. 

## Popis pjesama
Tekstovi: Glenn Tipton, glazba: Tipton i K. K. Downing.
| 1.    | »Jugulator«        | 5:50 |
| 2.    | »Blood Stained«    | 5:26 |
| 3.    | »Dead Meat«        | 4:43 |
| 4.    | »Death Row«        | 5:03 |
| 5.    | »Decapitate«       | 4:39 |
| 6.    | »Burn in Hell«     | 6:41 |
| 7.    | »Brain Dead«       | 5:23 |
| 8.    | »Abductors«        | 5:49 |
| 9.    | »Bullet Train«     | 5:10 |
| 10.   | »Cathedral Spires« | 9:17 |
| 58:01 |                    |      |

## Reakcije i recenzije
Reakcije na album bile su uglavnom podijeljene između onih koji su uživali u albumu samome po sebi, onih kojima se svidjela glazba, ali koji bi preferirali Halfordove vokale te onih kojima se u potpunosti nije svidio. Glenn Tipton branio je glazbene promjene, izjavljujući: "Morate zapamtiti da su između 1990. i "Jugulatora" nestala dva albuma. Nama to nije toliko veliki skok kao nekim ljudima". U intervjuu iz 2011. godine, Tim "Ripper" Owens komentirao je kako je Jugulator bolji album od Nostradamusa iz 2008. godine.
Jeremy Ulrey, glazbeni kritičar sa stranice AllMusic, dodijelio je albumu dvije od pet zvjezdica te je izjavio: "Za Jugulator, prvi album Judas Priesta nakon što ga je Rob Halford [...] napustio kako bi osnovao skupinu Fight, bila su visoka očekivanja. I doista, album se našao na impresivnom 82. mjestu na Billboardovoj ljestvici albuma. Novi pjevač Ripper Owens, nekada član grupe Winter's Bane, skoro ispunjuje očekivanja žestokog pjevača, ali mu nedostaje gornji raspon oktava koji je činio Halfordov glas prepoznatljivim. Nedostatak te prepoznatljivosti uglavnom je ono što čini ovaj album mlakim, prežvakanim [...] Painkillerom. Sama je naslovna pjesma samo slab pokušaj ponovnog pisanja "Painkillera", dok je glazbeno grupa postala neoriginalna gdje je nekoć bila inovativna. Ovo je pogotovo istinito u slučaju gitarista K. K. Downinga i Glenna Tiptona, koji bez srama oponašaju solističke stilove dečki iz Slayera. Tekstovi pjesama na Jugulatoru, koji su djetinjasti čak i po najsirovijim standardima heavy metala, također ne impresioniraju (iako tekstovi općenito nisu bili jača strana skupine). Judas Priest možda zaslužuje pohvale za ostanak uz žanr heavy metala u vrijeme njegovih teškoća, ali to ne opravdava ukorijenjenost u thrash metal iz kasnih 1980-ih ovog uglavnom dosadnjikavog albuma".

## Zasluge
| Judas Priest - Tim "Ripper" Owens – vokali - Glenn Tipton – gitara, produkcija - K. K. Downing – gitara, produkcija - Ian Hill – bas-gitara - Scott Travis – bubnjevi | Ostalo osoblje - Andie Airfix – dizajn - Mark Wilkinson – naslovnica - Ross Halfin – fotografija - Sean Lynch – produkcija |